# Melena del Sur, Cuba

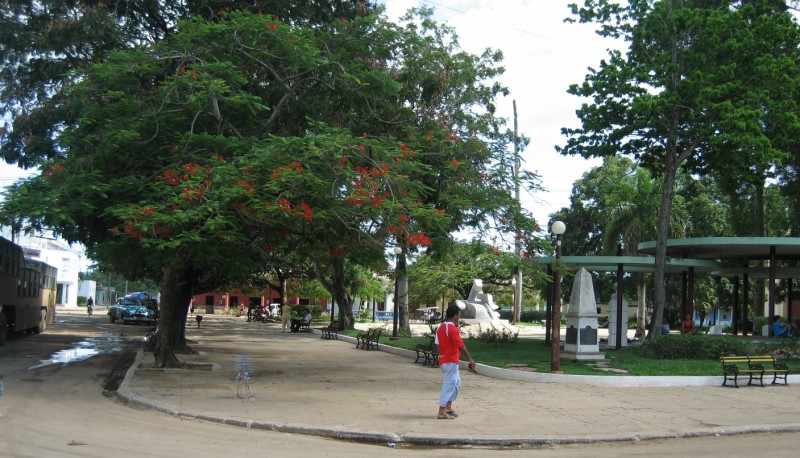
Melena del Sur

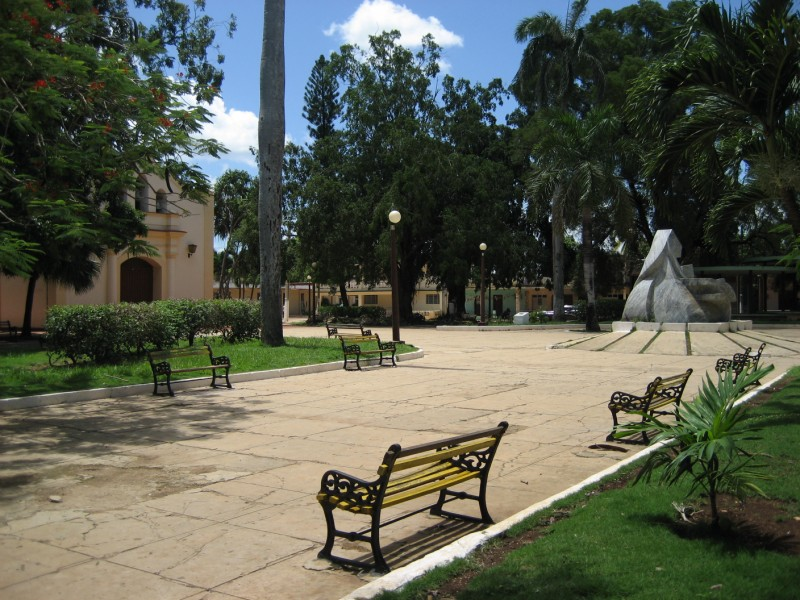
Melena del Sur

Melena del Sur là một đô thị ở tỉnh La Habana của Cuba.
Khu định cư được thiết lập năm 1768.
Công viên thành phố (Parque Municipal de Melena del Sur) là công trình quốc gia của Cuba.

## Dân số
Năm 2004, đô thị Melena del Sur có dân số 20.445 người. với tổng diện tích 227 km² (87,6 mi²), và mật độ dân số 90,1người/km² (233,4người/sq mi).
Đô thị này được chia thành các barrio Bayamo, Charcas, Costa de Guara, Costa de Melena, Lechugas, Navío, Ponce, Pueblo, Pueblo de Guara, Ruiz và San Julián.